# Onze prochains

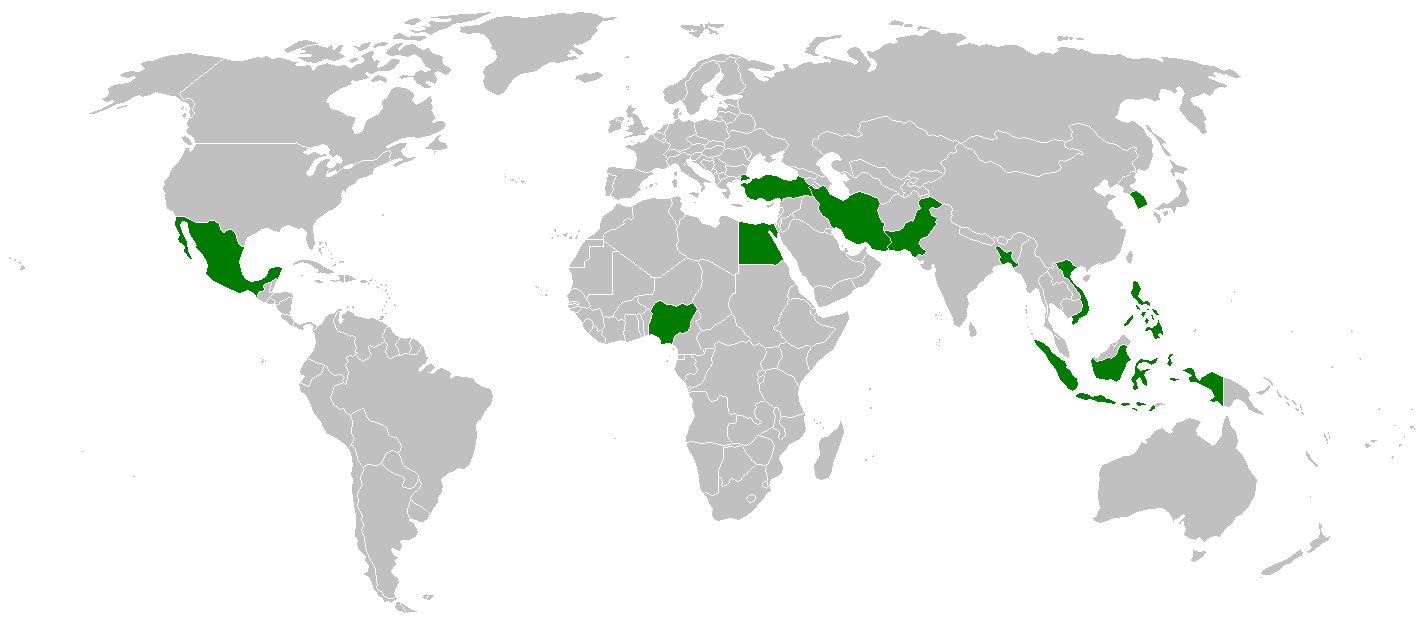
Les Onze prochains

Le groupe des « Onze prochains » (en anglais Next Eleven ou N-11) est un ensemble de onze pays (Bangladesh, Corée du Sud, Égypte, Indonésie, Iran, Mexique, Nigeria, Pakistan, Philippines, Turquie et Viêt Nam) susceptibles de compter, avec la Triade (États-Unis, Japon et Union européenne) et les BRICS (Brésil, Russie, Inde, Chine, Afrique du Sud), parmi les plus importantes économies du monde dans le courant du XXIe siècle. Ils ne sont pas structurés politiquement.
Cette liste a été établie le 12 décembre 2005 par la banque d'investissement américaine Goldman Sachs, en la personne de l'économiste Jim O'Neill sur la base de critères multiples comme la stabilité macroéconomique, la maturité politique, l'ouverture commerciale, les politiques d'investissement et la qualité du système éducatif. Les onze pays réalisent 7 % du PIB mondial en 2009 (Banque mondiale, dollars courants), les BRICS 16 %, la Triade 61 %.
Depuis cette date, l'Iran, l’Égypte, l'Indonésie ont intégré les BRICS+ qui gagnent en influence.